# Rivière du Massacre
La rivière du Massacre, en espagnol río Dajabón, est un petit fleuve côtier qui a son embouchure à l'océan Atlantique et un cours d'eau frontalier entre Haïti (rive gauche) et la République dominicaine (rive droite).

## Géographie
Elle prend sa source dans la Cordillère Centrale au Pic de Gallo sous le nom dominicain de río Dajabón. Plus en aval elle longe le département haïtien du Nord-Est (rive gauche) et les provinces dominicaines de Dajabón et de Monte Cristi (rive droite), puis se jette dans l'Océan Atlantique à l'ouest de la ville dominicaine de Pepillo Salcedo. La ville dominicaine de Dajabón fait face à la localité haïtienne de Ouanaminthe.
Sur son versant haïtien, cette rivière reçoit plusieurs affluents dont la rivière de Capotille, la rivière Gens de Nantes et de la rivière Lamatry.

## Étymologie
Avant l'arrivée de Christophe Colomb, les Taïnos autochtones appelaient la rivière Watapan. Il y a deux théories au sujet de la provenance du nom espagnol moderne Dajabón : l'une en fait un syntagme basé sur l'espèce locale de poisson d'eau douce appelée Dajao et l'adjectif français bon, l'autre en fait une évolution phonétique du nom taïno en Guatapan, Dahaboón et finalement en Dajabón.
En 1937, le dictateur dominicain Rafael Trujillo ordonna aux cultivateurs haïtiens installés en nombre sur la rive droite dominicaine, mais sans titres officiels, de repasser du côté haïtien de la rivière. Peu obéirent et il ordonna alors à l'armée dominicaine de chasser les autres par la force, ce qui provoqua un carnage dans lequel moururent plus de 20 000 Haïtiens. Ce n'est que durant le gouvernement de Salvador Jorge Blanco (1982-1986) que la frontière dominico-haïtienne fut rouverte. Une interprétation populaire relie le nom français de la rivière à cette tragédie, mais il est bien antérieur car l'édition de 1797 de la Description de Saint-Domingue par Médéric Louis Élie Moreau de Saint-Méry mentionne déjà à de nombreuses reprises l'hydronyme français « rivière Massacre », en lien avec le massacre des boucaniers (français) par les Espagnols à cet endroit en 1728.